# Rock 'n' Roll (John Lennon)
Rock And Roll è un album in studio da solista di John Lennon, pubblicato nel 1975.
È interamente composto da cover di successi rock 'n' roll degli anni cinquanta. Le sedute di registrazione dell'album si prolungarono per oltre un anno e, per la loro bizzarria, sono entrate di diritto nel folklore della storia del rock. Rock 'n' Roll fu un buon successo per Lennon, raggiungendo la sesta posizione in classifica sia in Inghilterra sia negli Stati Uniti, dove divenne disco d'oro in breve tempo. Il singolo Stand by Me, cover del famoso brano di Ben E. King, è la canzone di maggior successo del disco, e raggiunse le prime posizioni in classifica negli USA.

## Descrizione

### Origine e storia
Nel 1969 Lennon aveva scritto la canzone Come Together, poi inclusa l'album dei Beatles Abbey Road, ispirandosi al brano You Can't Catch Me di Chuck Berry, con il quale il brano di Lennon condivide una lieve somiglianza nella melodia e nel verso iniziale «Here come old flat-top / he come...» che richiama: «Here come a flat-top he was...». della canzone di Berry. Il detentore dei diritti di quest'ultima – il gangster, imprenditore e produttore discografico Morris Levy – intentò per questo una causa per plagio contro Lennon e l'udienza per la discussione del caso venne fissata a New York per il dicembre del 1973.
Lennon nel frattempo si era temporaneamente lasciato con Yōko Ono ed era andato a vivere a Los Angeles con la sua segretaria personale, May Pang. Volendo evitare di dover tornare a New York a presenziare all'udienza, Lennon accettò di registrare un disco di classici rock'n'roll come sua prossima uscita e di includervi tre canzoni facenti parte del catalogo di Levy; questi, in cambio, avrebbe ritirato la causa. Il momento per un'operazione simile parve fra l'altro particolarmente propizio in quanto gli anni cinquanta allora stavano tornando di moda grazie all'uscita del film American Graffiti e alla programmazione in TV del popolare telefilm Happy Days (del quale Lennon e Pang avevano persino visitato il set).

### Registrazione
Lennon chiamò Phil Spector a produrre il disco. Quando si sparse la voce che John Lennon era a Hollywood per registrare, ogni musicista nei paraggi volle partecipare alle sedute. Molti ci riuscirono, come dimostra la lunga lista dei collaboratori del disco, ma le sedute di registrazione degenerarono ben presto in un caos assoluto, innaffiato da fiumi d'alcol. Si racconta che Spector un giorno si presentò vestito da chirurgo e che sparò un colpo di pistola nel soffitto dello studio; in un'altra occasione, una bottiglia di whiskey fu svuotata completamente sul banco mixer dello studio della A&M, rovinandolo irreparabilmente.
A registrazioni ultimate, Spector scomparve con i nastri delle sedute senza farsi più vedere per diversi mesi e, tempo dopo, fece una criptica telefonata a Lennon, comunicandogli di essere in possesso dei «nastri di John Dean» (un'allusione al recente scandalo Watergate); Lennon la interpretò come il messaggio che il produttore aveva con sé i master del disco. Il 31 marzo 1974 tuttavia un incidente d'auto lasciò Spector in coma e il progetto venne pertanto rimandato a data da destinarsi.
Nel maggio del 1974, Lennon ritornò a New York insieme a May Pang e iniziò a scrivere e registrare un album di materiale originale, che avrebbe poi preso il titolo: Walls and Bridges. A registrazioni appena iniziate Al Coury, l'allora presidente della Capitol Records, riscattò i nastri di Spector per la somma di 90 000 dollari ma Lennon, non volendo interrompere il flusso creativo, li mise da parte e si concentrò sulla lavorazione del nuovo album, che fu pubblicato il 26 settembre.
Con l'uscita di Walls and Bridges, Lennon aveva di fatto disatteso i termini dell'accordo con Levy; aggiungendo la beffa al danno, Lennon incluse nel disco un frammento della canzone Ya Ya – dal catalogo proprietà di Levy – con il figlio Julian, allora undicenne, alla batteria e la frase pronunciata all'inizio del brano, «Let's do sitting in the la la and get rid of that!» («Facciamo “sitting in the la la” e chiudiamo la questione!»). Questo fece infuriare Levy il quale minacciò di ricontattare i suoi avvocati ma Lennon lo rassicurò sul fatto che l'album di cover era comunque in cantiere.
Quindi, l'ex Beatle richiamò i turnisti di Walls and Bridges per completare il disco promesso. Levy arrivò anche a offrire alla band l'uso della sua fattoria vicino a New York per terminare le registrazioni. Per assicurarlo dei progressi nel lavoro, Lennon fece avere a Levy una copia ancora non rifinita dei nastri e l'imprenditore si offrì di distribuire direttamente l'album per posta, attraverso la propria etichetta discografica, la Adam VIII, scavalcando così la Capitol e la EMI, cosa che avrebbe garantito a entrambe le parti una maggiore fetta dei profitti. Il cantante diede il suo assenso e considerò addirittura l'idea di apparire in uno spot in TV per pubblicizzare il disco, ma sapeva che doveva prima ottenere l'approvazione di EMI, Capitol e Apple Corps per la decisione. Le case discografiche, avendo già investito così tanti soldi e tempo in Rock 'n' Roll, rifiutarono il loro consenso e insistettero perché Lennon pubblicasse l'album rispettando il precedente contratto.
Levy, sentendosi tradito, stampò comunque la sua versione del disco ricavandola dai nastri grezzi in suo possesso e intitolandola: Roots – John Lennon Sings the Great Rock & Roll Hits. L'album fu venduto nel gennaio 1975 tramite un annuncio televisivo dopodiché Levy citò in giudizio Lennon, la EMI e la Capitol chiedendo 42 milioni di dollari in risarcimento. Dallo strascico giudiziario egli ottenne 6.795 dollari ma Lennon, EMI, Capitol e Apple Corps, a seguito del successivo ricorso, ne avrebbero avuti da lui 145.300.
La pubblicazione di Roots costrinse comunque Lennon a finire la sua versione dell'album e a pubblicarla in gran fretta, tra l'altro lasciando fuori dal prodotto definitivo varie canzoni a causa dei tempi stretti. La Capitol Records pubblicò infine Rock 'n' Roll nel febbraio 1975, a un prezzo leggermente ridotto, ma il ritardo nell'uscita ebbe un impatto negativo sulle vendite: la nostalgia per gli anni cinquanta era andata nel frattempo scemando e altri artisti come David Bowie e Bryan Ferry avevano già pubblicato progetti simili, sciupando anche l'effetto novità di quello di Lennon.
Poco tempo dopo l'uscita del disco, Lennon si riconciliò con Yōko, e presto lei restò incinta. Sean Lennon nacque l'ottobre successivo (il giorno del 35º compleanno di John) subito dopo la pubblicazione di Shaved Fish (una compilation dei singoli di Lennon usciti tra il 1969 e il 1975), che rimase l'ultima uscita discografica di Lennon fino al 1980.
Nel 2004, Yōko Ono supervisionò la rimasterizzazione di Rock 'n' Roll, includendovi quattro bonus track provenienti dalle sessioni con Spector. Altri brani tratti dalle sedute di Rock 'n' Roll e precedentemente inediti erano già apparsi sulla raccolta Menlove Avenue (1986) e nel cofanetto John Lennon Anthology (1998).

### Copertina
Lennon aveva pensato di utilizzare dei suoi disegni di quando era bambino per la copertina del disco, ma la travagliata storia dell'uscita dell'album, fece sì che l'idea fosse usata per l'album seguente Walls and Bridges.
Nel settembre 1974, May Pang incontrò Jurgen Vollmer, un vecchio amico dei Beatles dei tempi di Amburgo che aveva fotografato la band all'epoca. Vollmer stava vendendo appunto questi ritratti e Pang immediatamente telefonò a Lennon per raccontargli della sua scoperta. Incontratosi con Vollmer a New York, Lennon scelse per la copertina del disco una delle sue foto che lo ritrae in divisa da Teddy Boy, appoggiato allo stipite di una porta e con tre figure sfocate che gli passano davanti: Paul McCartney, George Harrison e Stuart Sutcliffe. L'immagine venne scattata al numero civico 22 di Wohlwillstrasse ad Amburgo. Il titolo provvisorio dell'album era Oldies but Mouldies; nessun titolo ufficiale fu scelto finché lo stesso Lennon non vide la scritta al neon preparata per l'album da John Uotomo, con il suo nome e la scritta Rock 'n' Roll: questa gli piacque molto, e divenne perciò il titolo dell'album.
L'album venne ripubblicato per breve tempo in Inghilterra in edizione economica dalla Music for Pleasure con una copertina differente. Negli USA, fu ripubblicato nell'ottobre 1980 in occasione del 40º compleanno di Lennon.

## Eredità
Vasco Rossi ha omaggiato la copertina del disco di Lennon, facendosi fotografare nella stessa posa per la copertina del suo album Tracks del 2002.

## Tracce
Lato A
1. Be-Bop-A-Lula – 2:39 (Tex Davis, Gene Vincent)
2. Stand by Me – 3:26 (Jerry Leiber, Mike Stoller, Ben E. King)
3. Medley – 1:33
4. You Can't Catch Me – 4:03 (Chuck Berry)
5. Ain't That a Shame – 2:34 (Fats Domino, Dave Bartholomew)
6. Do You Want to Dance – 3:02 (Bobby Freeman)
7. Sweet Little Sixteen – 3:01 (Chuck Berry)

Lato B
1. Slippin' and Slidin' – 2:20 (Richard Wayne Penniman, Edwin Bocage, Al Collins, James Smith)
2. Peggy Sue – 2:06 (Jerry Allison, Norman Petty, Buddy Holly)
3. Medley – 3:41
4. Bony Moronie – 3:47 (Larry Williams)
5. Ya Ya – 2:17 (Lee Dorsey, Clarence Junior Lewis, Bobby Robinson)
6. Just Because – 4:25 (Lloyd Price)

## Formazione
- John Lennon – voce, chitarra
- Jesse Ed Davis, Jim Calvert, Steve Cropper – chitarra
- Leon Russell, Ken Ascher – tastiere
- Michael Hazelwood, Eddie Mottau, José Feliciano – chitarra acustica
- Klaus Voormann – basso
- Jim Keltner, Hal Blaine, Gary Mallaber – batteria
- Arthur Jenkins – percussioni
- Jeff Barry, Barry Mann, Bobby Keys, Peter Jameson, Joseph Temperley, Dennis Morouse, Frank Vicari, Nino Tempo – fiati